# Le Rouget
Le Rouget ist eine Ortschaft und Commune déléguée im französischen Département Cantal in der Region Auvergne-Rhône-Alpes. Die bis zum 1. Januar 2016 bestehende Gemeinde gehörte zum Arrondissement Aurillac und zum Kanton Saint-Paul-des-Landes. Sie wurde durch ein Dekret vom 4. Dezember 2015 mit Pers zur Commune nouvelle Le Rouget-Pers zusammengelegt. 

## Lage
Die Gemeindegemarkung auf durchschnittlich 600 Metern über Meereshöhe umfasste 8,23 km² und wird vom Fluss Moulègre durchquert. Nachbargemeinden waren Pers im Nordwesten, Omps im Nordosten, Saint-Mamet-la-Salvetat im Südosten, Cayrols im Süden, Parlan im Südwesten und Roumégoux im Westen.

## Bevölkerungsentwicklung
| Jahr      | 1946 | 1954 | 1962 | 1968 | 1975 | 1982 | 1990 | 1999 | 2007 | 2013 |
| --------- | ---- | ---- | ---- | ---- | ---- | ---- | ---- | ---- | ---- | ---- |
| Einwohner | 600  | 611  | 834  | 918  | 963  | 902  | 910  | 901  | 964  | 976  |

## Sehenswürdigkeiten
- Kirche Sainte-Thérèse-de-l’Enfant-Jésus